# Estagel
Estagel – miejscowość i gmina we Francji, w regionie Oksytania, w departamencie Pireneje Wschodnie. Przez miejscowość przepływa rzeka Agly. 
Według danych na rok 1990 gminę zamieszkiwały 2043 osoby, a gęstość zaludnienia wynosiła 98 osób/km² (wśród 1545 gmin Langwedocji-Roussillon Estagel plasuje się na 192. miejscu pod względem liczby ludności, natomiast pod względem powierzchni na miejscu 359.). 

## Zabytki
Zabytki na terenie gminy posiadające status monument historique:
- cmentarz Wizygotów (Cimetière wisigothique d'Estagel)
- kościół świętych Wintentego i Szczepana (Église Saint-Vincent-et-Saint-Étienne d'Estagel)

## Populacja

Populacja Estagel w latach 1962–2008